# Mohegan

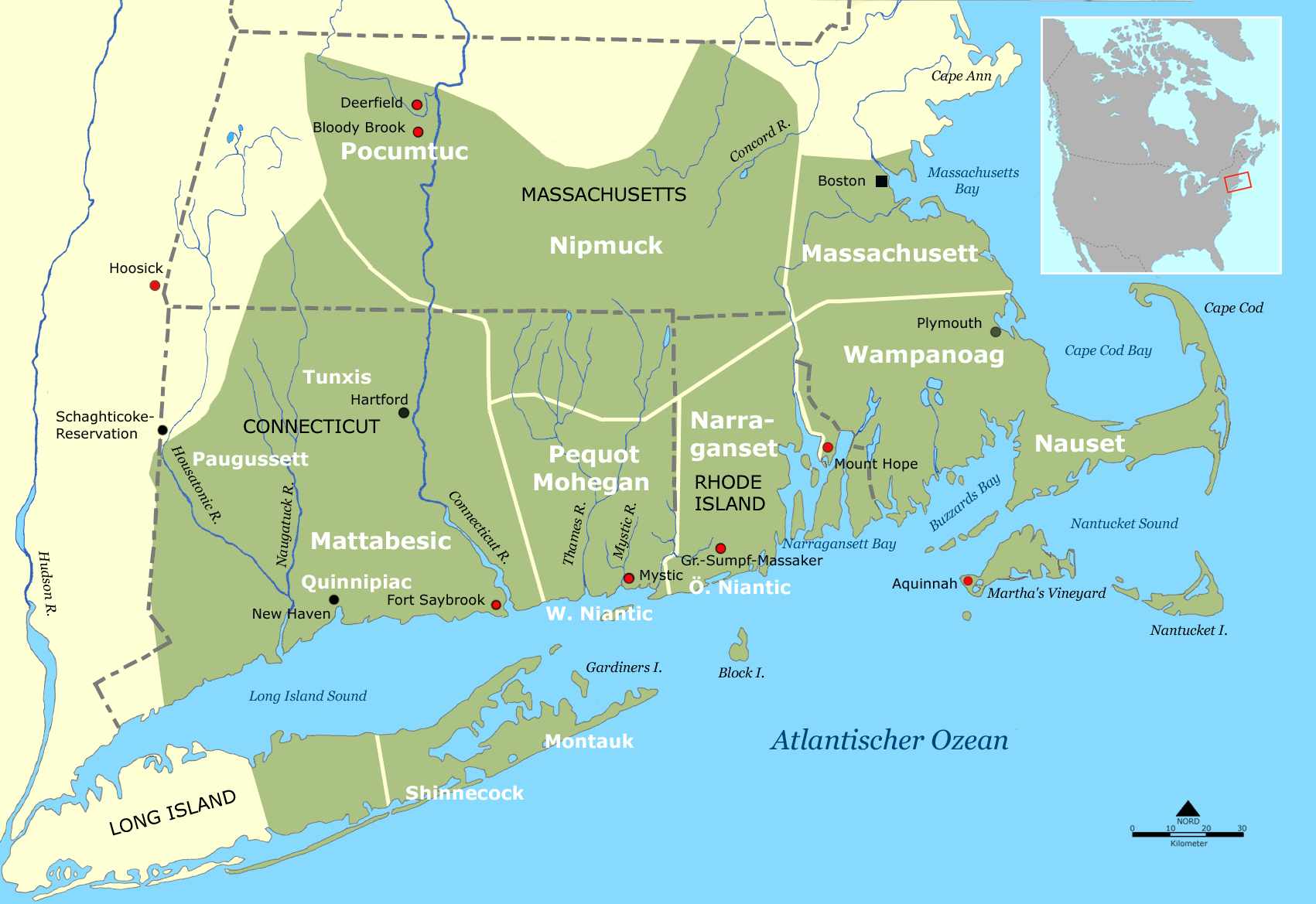
Wohngebiet der Mohegan und benachbarter Stämme um 1600

Die Mohegan (Eigenbezeichnung Mu-he-con-neok Menschen aus der Gegend, wo die Wasser nie stillstehen) gehören zur Algonkin-Sprachgruppe (Sprachfamilie: Algisch), die einen Pequot-Dialekt sprachen und häufig mit den Mahican verwechselt werden.
Im frühen 17. Jahrhundert wurden die Mohegan und Pequot vom Pequot-Sachem Sassacus gemeinsam geführt, bis der Stamm sich teilte und die Mohegan unter ihrem Sachem Uncas die Unabhängigkeit erreichten. Nach der vernichtenden Niederlage im Pequotkrieg im Jahr 1637 durch die Engländer kamen die meisten Überlebenden der Pequot und ihre Wohngebiete unter die Kontrolle der Mohegan.

## Name
Mohegan und Mahican heißt in beiden Stammessprachen Wolf, bezeichnet jedoch zwei verschiedene Stämme. Das führt häufig zu Verwechslungen, obwohl die Mohegan am Thames River im östlichen Connecticut lebten, während die Mahican im 150 km entfernten Tal des Hudson Rivers in New York beheimatet waren. Selbst der Autor des Romans Der letzte Mohikaner, James Fenimore Cooper, verwechselte einige Fakten. Cooper lebte in Cooperstown im Bundesstaat New York und sein Roman spielt überwiegend im benachbarten oberen Hudsontal. Man kann also davon ausgehen, dass er über die Mahican schrieb, doch er wählte die Schreibweise Mohican und der Mohegan-Sachem Uncas spielt eine Hauptrolle, beides sorgte für weitere Verwirrung. Auch andere Faktoren trugen zur Konfusion bei. Die Mohegan waren die größte Gruppe innerhalb der Brotherton-Indianer in Connecticut. Nachdem sie 1788 in das Oneida-Reservat im nördlichen New York gezogen waren, vermischten sie sich mit den Stockbridge aus dem westlichen Massachusetts, die überwiegend aus Mahican bestanden. Aus diesem Grund besteht der heutige Stockbridge Tribe vermutlich aus Nachkommen sowohl der Mahican als auch der Mohegan. Synonyme für die Mohegan sind Monhigg, Mohiggan, Monahegan und Uncas-Indianer.

## Siedlungsgebiet
Aus archäologischen Funden, Artefakten und mündlichen Überlieferungen geht hervor, dass sich die Mohegan-Pequot über einen längeren Zeitraum am oberen Thames River in Connecticut aufgehalten haben. Das widerspricht der These, diese Gruppe sei aus dem Hudsontal südlich des Lake Champlain gekommen. Die Mohegan nannten ihre Heimat Moheganeak und besiedelten zur Zeit des ersten europäischen Kontaktes das obere und westliche Thames-Tal, während die Pequot weiter südlich näher an der Küste zu finden waren.

## Demografie
Vor der Trennung der Mohegan und Pequot im Jahr 1633 zählten die beiden Stämme insgesamt rund 6.000 Angehörige. Zwei Jahre später wurden sie durch eine verheerende Pockenepidemie um mindestens 30 Prozent reduziert. Eine zwangsweise Vereinigung der beiden Stämme nach dem Pequot-Krieg brachte etwa 1.500 Pequot und Westliche Niantic unter die Kontrolle der Mohegan und erhöhte damit die Zahl der Stammesangehörigen auf 3.000. Im Jahr 1655 kamen die Pequot auf Betreiben der Engländer in separate Reservate. Die Zahl der Mohegan verringerte sich als Folge der von Europäern eingeschleppten Krankheiten kontinuierlich, obwohl sich ihnen im Laufe der Zeit viele Angehörige der benachbarten Mattabesic, Nipmuck und Narraganset anschlossen. Es ist zu vermuten, dass die Mohegan als Verbündete der Kolonisten durch den engeren Kontakt mit den Weißen schneller infiziert wurden.
Die Zahl der Mohegan reduzierte sich in der Folgezeit auf 1.200 Angehörige (1675) und um 1705 wurden noch 750 gezählt. Danach verließen einige Gruppen den Hauptstamm in Connecticut. Etwa 300 Mohegan schlossen sich den Brotherton-Indianern an und gingen mit ihnen gemeinsam zwischen 1775 und 1788 zu den Oneida und Stockbridge-Indianern im nördlichen Bundesstaat New York. Später zogen sie nach Westen und waren um 1834 im nördlichen Wisconsin zu finden. Nachkommen dieser Mohegan gibt es heute westlich von Green Bay in Wisconsin bei den Stockbridge und östlich des Lake Winnebago bei den Brotherton.
Im Jahr 1774 lebten nur noch 206 Mohegan in Connecticut und 1809 wurden nur noch 70 Angehörige gezählt. Im Jahre 1832 war diese Zahl wieder auf 360 angewachsen, vermutlich durch Zuwanderung aus anderen Stämmen. Der Zensus von 1850 ergab 125 Mohegan in Connecticut, von denen die meisten unter der weißen Bevölkerung lebten. 1994 erhielten Mohegan in Connecticut die bundesstaatliche Anerkennung (englisch: Federal recognition) unter dem Namen The Mohegan Tribe.
| Jahr | Anzahl | Anmerkung   | Quelle                                      |
| ---- | ------ | ----------- | ------------------------------------------- |
| 1600 | 2.200  | geschätzt   | James Mooney                                |
| 1643 | 2.250  |             | John R. Swanton                             |
| 1700 | 1.000  | Kalkulation | NAHDB*                                      |
| 1705 | 750    |             | John R. Swanton                             |
| 1774 | 206    |             | John R. Swanton                             |
| 1800 | 100    | Kalkulation | NAHDB*                                      |
| 1804 | 84     |             | John R. Swanton                             |
| 1809 | 69     |             | John R. Swanton                             |
| 1900 | 50     | Kalkulation | NAHDB*                                      |
| 1910 | 22     |             | Zensus                                      |
| 1970 | 200    |             | Zensus                                      |
| 2000 | 1.180  |             | Zensus                                      |
| 2005 | 1.000  |             | The Mohegan Tribe (eingetragene Mitglieder) |

*Native American Historical Data Base

## Kultur und Lebensweise
Alle Stämme im südlichen Neuengland sprachen eine der fünf östlichen Algonkin-Sprachen, das sind Loup (Westliche Abenaki), Massachusett, Mohegan-Pequot-Montauk, Narraganset und Quiripi-Unquachog. Keine dieser Sprachen wird heute noch gesprochen und es existiert keine phonemische Analyse.
Nachweislich wurden alle diese Sprachen von den jeweiligen Sprechern untereinander verstanden. Andere frühe Berichte betonen nachdrücklich linguistische Differenzen und Probleme, die Sprecher des Martha’s-Vineyard-Dialekts bei der Verständigung mit Bewohnern der Insel Nantucket und dem nahen Festland von Massachusetts hatten.

### Lebensunterhalt
Archäologische Funde aus dem frühen 17. Jahrhundert in einer Mohegan-Ausgrabungsstätte in Connecticut belegen, dass Hirschfleisch nahezu 90 Prozent des Fleischbedarfs der Bewohner deckte. Im Herbst und Frühwinter gingen die Mohegan-Männer auf Hirschjagd und fingen die Tiere in Fallen oder mit Schlingen. Es gab Gemeinschaftsjagden, an denen bis zu dreihundert Personen beteiligt waren.
Von Giovanni da Verrazzano, der wie die übrigen frühen Entdecker von der Ausdehnung der kultivierten Felder beeindruckt war, gibt es relativ vollständige Beschreibungen des indianischen Gartenanbaus. Angebaut wurden Mais, Kidney-Bohnen, Squash, Artischocken und Tabak. Gruppen von 50 oder mehr Männern und Frauen rodeten das Land, indem die Bäume 3 Fuß (etwa 90 cm) oberhalb des Bodens abgeschnitten und die Zweige und Stämme verbrannt wurden. Anschließend wurde die Saat zwischen den Baumstümpfen in den Boden eingebracht. Champlain beobachtete das Bepflanzen eines Feldes an den Ufern des Saco Rivers im Juli 1605:

„Nachdem man den Boden mit spatenförmigen Geräten aus Hartholz umgegraben hatte, nahm man die Schalen von Pfeilschwanzkrebsen zur Anhäufung von kleinen, etwa 3 Fuß voneinander entfernten, Hügeln, in die jeweils 3 oder 4 Maiskörner und die gleiche Menge Bohnen gelegt wurden. Als Düngemittel legte man kleine Fische in jeden Maishügel, eine Praxis, die aber auch aus Europa stammen könnte. Die Felder ließ man notwendigerweise brach liegen, um die Fruchtbarkeit zu erhöhen, und brannte sie ab, bevor sie neu bepflanzt wurden. Hacken aus Muschelschalen wurden in Massachusetts zum Unkrautjäten benutzt.“

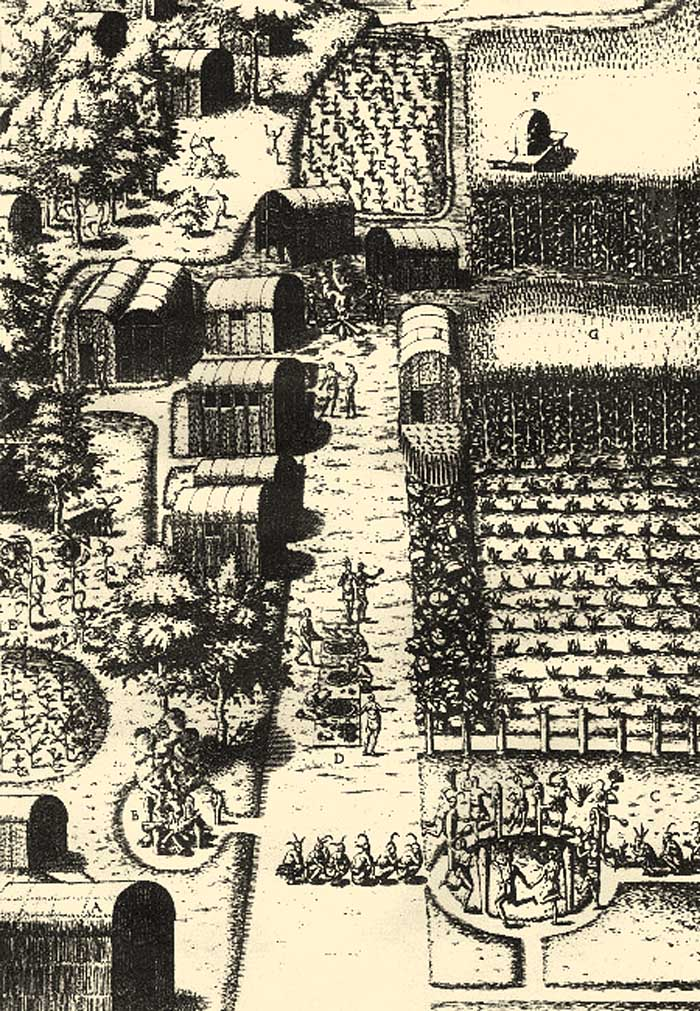
Typische Pflanzung der Algonkin im südlichen Neuengland

Die Arbeit auf dem Feld, also Pflanzen, Unkrautjäten und Ernten, galt als Frauenarbeit, obwohl alte Männer oder junge Männer aus Zuneigung zu ihren Frauen manchmal mithalfen. Einzige Ausnahme war der Tabak, der ausschließlich von Männern angebaut wurde. Der getrocknete Mais wurde in gewebte Hanfsäcke oder Körbe gefüllt und in mattengedeckten Gruben gelagert, um während des Herbstes und im Winter verzehrt zu werden. Die ersten Pilgerväter auf Cape Cod fanden derartige Speicher, die sie „Indianerscheunen“ nannten, und benutzten den Inhalt für ihre Zwecke, indem sie die Indianer bestahlen. Die englischen Kolonisten hassten diese Gruben, weil ihr freilaufendes Vieh oftmals hineinfiel und sich dabei die Beine brach.

### Kleidung und Aussehen
Der Kopfschmuck der Krieger bestand aus einer Art Kamm aus rotgefärbten Stachelschweinsborsten, der von der Stirn bis in den Nacken reichte. Um den Hals hängende Tabaksbeutel waren aus dem Leder kleiner Tiere gefertigt und dienten als Behälter für Pfeifen und Tabak. Krieger rasierten ihren gesamten Kopf mit Ausnahme einer Skalplocke auf dem Scheitel, die mit Fett beschmiert wurde und senkrecht nach oben stand. Obwohl diese Haarmode den Mohawk zugeschrieben wird, traf sie auf die meisten östlichen Stämme zu. Tierisches Fett von Bären oder Waschbären wurde zum Schutz gegen Kälte, Sonnenstrahlen und Moskitos großzügig auf dem Körper und ebenfalls im Haar verteilt. Im Winter bestand die Kleidung aus Fellen, während sie in der warmen Jahreszeit nur aus einem ledernen Lendenschurz bestand. Mit zunehmender Assimilation übernahmen sie europäische Kleidungsstücke und Uniformen.

### Werkzeuge und Waffen
Eine Lebensweise, die sowohl häufigen Ortswechsel erforderte als auch Mangel an einfachen Transportmethoden über Land aufwies, erlaubte nicht den Besitz von zahlreichen, hinderlichen Werkzeugen. Die Mohegan benötigten geeignete Werkzeuge, die leicht an Ort und Stelle hergestellt werden konnten und nach Gebrauch zurückgelassen wurden. Werkzeuge von längerer Herstellungsdauer mussten so leicht wie möglich sein. Es gab einige Ausnahmen, zum Beispiel große Keramik-Krüge und schwere hölzerne Mörser. Diese wurden gewöhnlich im Lager oder Dorf zurückgelassen, um sie während der nächsten Anwesenheit im Wanderungs-Zyklus erneut zu verwenden.
Die Grundausrüstung an Waffen sowohl für die Jagd als auch für den Krieg waren Pfeil und Bogen. Die Bogen, aus der Gegend von Cape Cod waren aus Haselnusstrieben hergestellt und etwa 1,50 bis 1,80 Meter lang, schwarz-gelb bemalt und mit drei gedrehten Sehnen bespannt. An hölzernen Pfeilen, etwa 0,90 Meter lang, wurden drei lange schwarze Federn befestigt. Sie wurden in Köchern aus Binsen transportiert, die mit rhombenförmigen Mustern in rot und anderen Farben verziert waren. Bei den Mohegan im östlichen Massachusetts gab es Pfeile aus Holunder, die aus einem lose sitzenden Vorderteil in einem dazu passenden Hauptschaft bestanden, so dass der Hauptschaft wieder verwendet werden konnte, während die Spitze im getroffenen Wild steckenblieb.
Pfeilspitzen wurden aus Stein, Geweihspitzen, Adlerzehen, Knochen und Pfeilschwanzkrebs-Schwänzen gefertigt, oder die Mohegan spitzten das Holz der Pfeile einfach an. Schon sehr früh nach dem ersten Kontakt mit Europäern begannen die Indianer, dieses ursprüngliche Material durch Eisen, Kupfer und Messing zu ersetzen. Metallene Pfeilspitzen werden häufig in der zeitgenössischen Literatur erwähnt. In Europa hergestellte sowie von den Indianern aus gebrauchten Kesseln und anderen metallenen Objekten gefertigte Pfeilspitzen wurden vielfach bei Ausgrabungen an archäologischen Stätten gefunden.

### Soziale Organisation
Die Gesellschaft der Mohegan war patrilinear. Die soziopolitische Basiseinheit war das Dorf; eine bis mehrere Kernfamilien derselben patrilinearen Linie lebten zusammen in einem langen Rindenhaus. Die tägliche Führungsarbeit lag beim Sachem des Dorfes. Frühe europäische Berichte charakterisieren das indianische politische System als monarchisch und merken an, dass ein Sachem nur begrenzte Macht ausübte und die Bewohner im Wesentlichen durch Überzeugungskraft führte. Bei wichtigen Entscheidungen gab es eine Ratsversammlung mit den Großen Männern des Dorfes.
Die Führer eines Dorfes kamen grundsätzlich aus einer anerkannten Häuptlings-Lineage und über die Regeln der königlichen Nachfolge gibt es den folgenden Bericht:

„Bei ihren Königen ist es üblich zu erben, der Sohn übernimmt immer das Königreich nach dem Tode seines Vaters. Gibt es keinen Sohn, dann folgt die Königin; gibt es keine Königin, kommt der nächste von königlichem Geblüt; wenn ein anderer kommt, wird er als widerrechtlicher Eindringling angesehen, und wenn seine ordentliche Beförderung ihn nicht als den besseren ausweist, werden sie ihn bald seines Amtes entheben.“

Im 17. Jahrhundert gab es in Massachusetts und Rhode Island Squaw-Sachems. Dabei handelte es sich nicht um Witwen von Sachems, sondern eher um Frauen, deren Abstammung sie zu einer Führungsrolle berechtigte. Frauen erbten ebenfalls Landrechte, so dass ihre Namen erscheinen auf Urkunden, in denen dieses Land auf die englischen Kolonisten übertragen wird.
Uncas führte seine sowohl matrilineare als auch patrilineare Abstammung auf Sachems der Pequot, Narragansett und Long-Island-Indianer zurück und wollte damit Erbschaftsansprüche jeder Linie nachweisen. Das geht aus Uncas Genealogie hervor, einem einzigartigen Dokument aus dem Jahr 1679.
Heiraten scheinen nur innerhalb von Klassengrenzen geschlossen worden zu sein. Zumindest bei Familien der Führungsklasse waren sie manchmal polygam, möglicherweise darin begründet, verwandtschaftliche Bande zu den Häuptlings-Lineages ihrer Nachbardörfer zu knüpfen. Brautpreise waren üblich und bestanden häufig aus Wampum.

## Geschichte

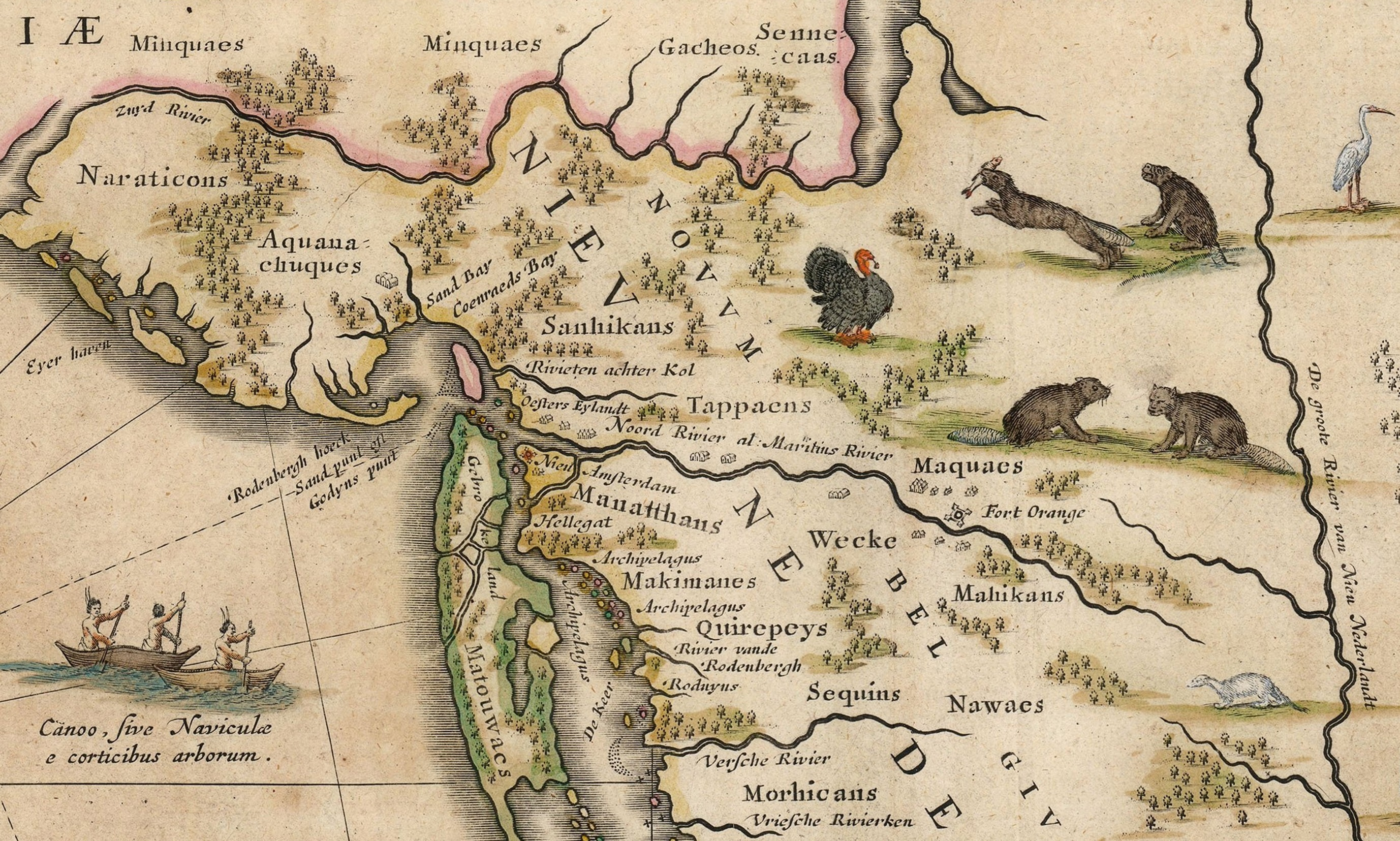
Der Ausschnitt aus der um 1634 entstandenen Karte Nova Belgica et Anglia Nova des Niederländers Joan Blaeu zeigt die Region um den Hudson River. Übergroße Abbildungen von Ottern und Bibern sollen den Pelzreichtum des Landes betonen. Die Mohegan lebten aber rund 100 km weiter östlich.

Als die ersten Europäer zu Beginn des 17. Jahrhunderts das südliche Neuengland betraten, waren die Pequot-Mohegan ein mächtiger prosperierender Stamm, der seinen Wohlstand dem lukrativen Wampumhandel verdankte. Nach und nach hatten sie die kleineren benachbarten Stämme im Westen und Norden unterworfen und verlangten von ihnen Tributzahlungen, eine übliche Praxis bei den Ureinwohnern in der Region.

### Pelzhandel
Ein 1622 errichteter ständig besetzter Handelsposten der Niederländer und ein kleines Fort an der Stelle des heutigen East-Hartford diente dem Zweck, den Pelzhandel am unteren Connecticut weiter auszubauen. Die Pequot kontrollierten die kleineren Nipmuck- und Mattabesic-Stämme der Region und deren Zugang zu den Niederländern. Im Jahre 1622 kam es zu einer Konfrontation und beinahe zu einem Krieg, in den die Europäer aber nicht eingriffen. Die Pequot erhoben von den anderen Stämmen eine Art von Zoll beim Passieren ihres Landes oder fungierten als Vermittler im Pelz- und Wampum-Handel mit den Niederländern am Connecticut River.
Im Jahr 1633 erbauten englische Händler aus Boston einen Handelsposten bei Windsor, einige Kilometer oberhalb der niederländischen Handelsstation am Connecticut River. Diese Ortslage erlaubte es den Engländern, die Handelswaren aus dem Landesinneren abzufangen. Als Antwort darauf erwarben die Niederländer Land von den Pequot und bauten einen befestigten Handelsposten, den sie Haus der guten Hoffnung (engl. House of Good Hope) nannten. Natürlich waren die Niederländer über die englische Konkurrenz nicht begeistert, doch die Interessen der Pequot wurden hierdurch noch stärker getroffen. Neben dem Verlust der Zoll- und Tributzahlungen wurde, was für sie noch schlimmer war, die Macht und Autorität der Pequot über die anderen Stämme empfindlich geschwächt. Gleichzeitig verlor Wampum als allgemein gültiges Zahlungsmittel erheblich an Wert, denn die englischen Kolonisten stellten Wampum industriell mit Stahlbohrern her und überfluteten damit den Markt. Deshalb waren die Niederländer sicher, dass die Pequot die Engländer vertreiben würden.
Doch die Dinge entwickelten sich anders, denn bei den Pequot gab es ernsthafte Rivalitäten zwischen den Bewohnern im Inland am Thames River und den Gruppen nahe der Küste. Aus der Sicht der Inland-Pequot war der englische Handelsposten bei Windsor besser erreichbar als der der Niederländer und zahlte höhere Preise, deshalb versuchten sie, mit den Engländern ein ähnliches Monopol wie mit den Niederländern auszuhandeln.

### Abspaltung der Mohegan
Im Jahr 1631 starb der Obersachem Wopigwooit und sowohl Sassacus als auch Uncas, zwischen denen eine persönliche Rivalität bestand, wollten seine Nachfolge antreten. Die Entscheidung des Stammesrats fiel auf Sassacus, und obwohl Uncas mit Sassacus' Tochter verheiratet war, akzeptierte er diese Entscheidung nicht. Im Stammesrat kam es zu hitzigen Rededuellen, denn Sassacus favorisierte den Handel mit den Niederländern, Uncas dagegen mit den Engländern.
Die Pequot spalteten sich in zwei Parteien und es kam zu Angriffen auf niederländische oder englische Pelzhändler, wenn sie der falschen Pequotgruppe begegneten. Der Streit innerhalb der Pequot wurde heftiger. Uncas verweigerte Sassacus die Gefolgschaft und verließ schließlich mit 50 Kriegern und ihren Familien die Pequot-Dörfer. Sie siedelten in einem neuen Dorf am Connecticut River nördlich des heutigen Lyme und nannten sich jetzt Mohegan. Uncas gelang es schließlich, seine Gruppe derart zu vergrößern, dass sie von Sassacus nicht mehr zur Rückkehr gezwungen werden konnten.
Nur wenige indianische Führer werden in der Literatur so negativ beurteilt, wie der Mohegan-Sachem Uncas. Man liest dort, er sei heimtückisch, treulos, grausam, habgierig und machthungrig gewesen – wohl das krasse Gegenteil des edlen Wilden in der Phantasie vieler Europäer. Das ist offensichtlich kein ausgewogenes Urteil angesichts der Tatsache, dass indianische Führer niemals absolute Herrscher waren, sondern durch besondere Leistungen, Mut, kluge Entscheidungen und Fürsorge für ihre Stammesmitglieder ihr Führungsamt erwarben und behaupteten.
1634 kam es zu einem Zwischenfall, als der als Sklavenjäger bekannte Bostoner Kapitän und Händler John Stone von Westlichen Niantic beim Versuch getötet wurde, indianische Frauen und Kinder zu fangen. Sein Tod sorgte für Empörung unter den Kolonisten. Da die Niantic Verbündete der Pequot waren, machte sich Sassacus zu Versöhnungsgesprächen auf den Weg. Die Puritaner ließen sich jedoch nicht durch Pelze und Wampum besänftigen, sondern verlangten die Auslieferung der Schuldigen. Es kam zu keiner Einigung, Sassacus und die Puritaner gingen im Zorn auseinander. Im Sommer 1635 entstand an der Mündung des Connecticut Rivers das neue englische Fort Saybrook und die Niederländer mussten ihren Handelsposten bei Hartford schließen, weil sie keinen Zugang mehr zum Long-Island-Sund hatten. Die Pequot verloren damit ihren Handelspartner und die Narraganset ergriffen die günstige Gelegenheit, ihren geschwächten westlichen Nachbarn anzugreifen. Sie eroberten das Jagdgebiet im südwestlichen Rhode Island zurück, das sie nach dem Krieg 1622 an die Pequot verloren hatten.

### Pequot-Krieg

Mystic-Massaker – Darstellung aus dem 17. Jahrhundert

Die Besiedlung Connecticuts durch englische Kolonisten begann 1636, als die Niederländer abgezogen waren. Sie wurden von den hier lebenden Mattabesic begrüßt, zum einen als Handelspartner, zum anderen als Befreier vom Joch der Pequot, die ihre Macht schwinden sahen. Es kam zu Spannungen zwischen den puritanischen Siedlern und den Pequot und die Zwischenfälle häuften sich. Im Gegensatz dazu standen Uncas und die Mohegan den Briten freundlich gegenüber, die ihnen jedoch mit Misstrauen begegneten. Schon bald bekamen die Mohegan eine Gelegenheit, ihre Bündnistreue zu beweisen.
Als 1636 ein weiterer Schiffskapitän namens John Oldham von einigen Niantic auf Block Island getötet wurde, sandte die britische Führung eine Expedition von 90 Freiwilligen unter John Endecott mit dem Befehl aus, die indianischen Krieger auf Block Island zu töten, die Frauen und Kinder gefangen zu nehmen und die Insel zu besetzen. Die Expedition fuhr danach zurück zum Festland, zog in das Pequot-Land und verlangte die Auslieferung der Mörder von Kapitän Stone und anderen Engländern, dazu 1.000 Faden (1,83 m = 1 Faden) Wampum als Wiedergutmachung und einige Kinder als Geiseln. Sassacus lehnte ab, worauf die Briten ein Pequot-Dorf zerstörten und nach Boston zurückkehrten.
Im folgenden Winter ersuchten die Pequot die Mohegan und Narraganset um Hilfe im bevorstehenden Krieg gegen die Briten, beide Stämme jedoch lehnten nicht nur ab, sondern stellten sich auf die Seite der Kolonisten. Sassacus entschied sich, den Krieg allein zu führen. Im April 1637 unternahm er einen Vergeltungsangriff auf Wethersfield und Hartford und töteten 30 Kolonisten. Am 1. Mai 1637 erklärte die Führung der Kolonie von Connecticut den Offensiv-Krieg gegen die Pequot. Trotz der bestehenden Differenzen waren viele Mohegan nicht bereit, gegen ihre Pequot-Verwandten zu kämpfen. Uncas ließ die meisten seiner Anhänger zum Schutz der Dörfer zurück und zog mit nur 70 seiner treuesten Krieger nach Hartford, um die nur 90 Mann umfassende Kolonialtruppe unter John Mason zu verstärken. Man plante, das stark befestigte Pequot-Fort am Mystic River zu zerstören. Die kleine Armee wurde in Boote verladen und fuhr den Connecticut hinab bis nach Fort Saybrook, wo weitere Truppen aufgenommen wurden. Anschließend führte der Weg die Küste entlang bis in die Nähe von Mystic, einem großen, befestigten Dorf der Pequot am gleichnamigen Fluss.

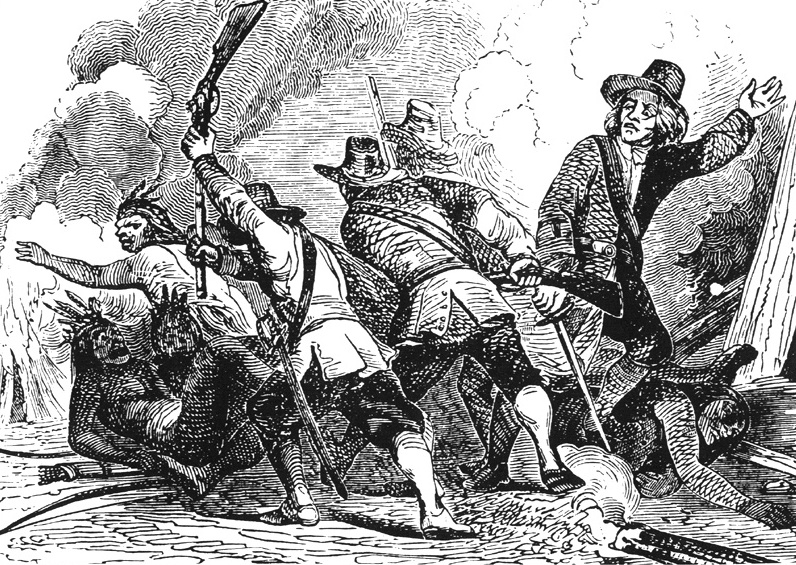
Angriff der Kolonisten auf das Pequot-Fort am Mystic River

John Mason ließ am 25. Mai 1637 das Fort der Pequot umstellen und in Brand schießen. Danach drangen seine Truppen in das brennende Dorf ein und richteten ein Blutbad an, das später als Mystic-Massaker bekannt wurde. Die meisten der rund 700 Einwohner versuchten zu fliehen, wurden in die Flammen zurückgetrieben und über 500 von ihnen starben einen qualvollen Tod. Captain Mason, der die Pequot befehlsgemäß ausrotten sollte, verfolgte mit seinem Kommando die geflohenen Indianer, tötete sie oder legte sie in Ketten. Die Nachricht von diesem Massaker erreichte in Windeseile die übrigen Pequot-Dörfer, die daraufhin in kleinen Gruppen nach Westen flohen. Sassacus flüchtete mit einer Gruppe an der Connecticut-Küste entlang nach Westen und versuchte, die Mohawk-Dörfer zu erreichen. Die Briten nahmen mit Hilfe von Uncas und seinen Mohegan-Scouts die Verfolgung auf und entdeckten die gesuchten Pequot in der Nähe des heutigen Fairfield. In einem Sumpf wurden die Pequot umzingelt, lehnten jedoch eine kampflose Aufgabe ab. Daraufhin wurde den Frauen und Kindern erlaubt, den Sumpf zu verlassen. Im anschließenden Gefecht fanden 180 Pequot den Tod oder wurden gefangen. Sassacus floh mit den Überlebenden zu den Mohawk im heutigen Bundesstaat New York. Diese jedoch fürchteten die Vergeltung der Briten, töteten Sassacus und schickten seinen Kopf als Loyalitätsbeweis nach Hartford, der Hauptstadt der jungen Kolonie Connecticut. Der Pequot-Krieg endete mit einer Serie von kleineren Gefechten, als die Engländer, Mohegan und Narraganset die restlichen Pequot zur Strecke brachten. Schließlich kapitulierten die verbliebenen Pequot-Sachems und baten um Frieden für ihr geschlagenes Volk.

### Kriegsfolgen
Nur etwa 1.500 Pequot, weniger als die Hälfte, überlebten den Krieg. Die Krieger waren im Kampf gefallen oder später exekutiert worden, Frauen und Kinder wurden nach Westindien in die Sklaverei verkauft. Am 21. September 1638 unterzeichneten die siegreichen indianischen Verbündeten einen Vertrag mit den Kolonisten, der als der erste Vertrag von Hartford bekannt wurde. Die meisten der etwa 1.500 verbliebenen Pequot und Westlichen Niantic wurden unter die Mohegan, Narragansett und Metoac aufgeteilt und es wurde ihnen untersagt, sich jemals wieder Pequot zu nennen. Jeder Stamm, einschließlich der Mohegan, der den Pequot Zuflucht gewährte, musste eine hohe Geldstrafe in Form von Wampum an die Briten zahlen oder Land an die Kolonisten abgeben. Die Pequot versorgten die Mohegan mit einer größeren Anzahl zusätzlicher Krieger, und mit einer Bevölkerungszahl von nahezu 3.000 Stammesangehörigen und einer formalen Allianz mit den Briten in Massachusetts und Connecticut gehörten sie zu den mächtigsten Stämmen im südlichen Neuengland.
Die Indianer der Region waren entsetzt über die unbarmherzige Kriegsführung der Briten, dem Töten oder Versklaven vieler der überlebenden Pequot, davon einige, die sich freiwillig den Narragansett ergeben hatten, um in ihren Stamm aufgenommen zu werden. Der totale Sieg über die Pequot und die versuchte Ausrottung hatte einen starken depressiven Effekt auf die anderen indianischen Völker im südlichen Neuengland. Denn Vernichtung bis zur restlosen Ausrottung des Gegners war ihnen bis dahin unbekannt. Nach dem Pequot-Krieg gab es eine längere Friedensperiode, da es eine Generation lang kein Stamm wagte, sich gegen die Briten aufzulehnen. Erst 1675 kam es mit dem King Philip’s War zum nächsten Krieg zwischen Engländern und Indianern.
Die Rivalität zwischen den Stämmen bestand weiterhin. Die Narraganset waren als einziger Konkurrent der Mohegan übrig geblieben. 1644 sahen die Narraganset den Zeitpunkt gekommen, die Mohegan anzugreifen, ohne die Engländer vorher zu informieren. Sachem Miantonomo führte 900 Narraganset-Krieger zu einem Überraschungsangriff gegen das Hauptdorf der Mohegan, Shetucket, in der Nähe des heutigen Norwich, in dem Uncas residierte. Die Mohegan standen kurz vor einer Niederlage, als es ihnen gelang, Miantonomo zu fangen. Der Verlust ihres Sachems verwirrte die Narraganset so sehr, dass sie den Kampf abbrachen und flohen. Später boten sie eine große Menge Wampum für seine Freilassung, Uncas jedoch hatte bereits seinen prominenten Gefangenen an die Engländer in Hartford ausgeliefert. Diese entschieden nach längerer Diskussion und Rücksprache mit der Regierung in Massachusetts, dass Miontonimo wieder zu seinem Volk zurückkehren dürfe. Englische Soldaten und Mohegan eskortierten ihn bis nach Shetucket, als Miontonimo hinterrücks von Uncas' Bruder mit einem Tomahawk erschlagen wurde. Nur wenige zweifelten daran, dass diese Exekution ohne ausdrückliche Genehmigung der britischen Behörden erfolgte.

### Die Vorherrschaft der Mohegan
Die Mohegan waren endgültig der mächtigste Stamm im Süden Neuenglands und hatten in der Region keine ernsthaften indianischen Rivalen mehr. Sie waren gegenüber den Briten loyal, eine Allianz, die sich vorteilhaft für beide Seiten auswirken sollte. Die Mohegan konnten ihre Vorherrschaft nach Norden und Westen über die Nipmuck und Mattabesic ausweiten, während sich die britischen Kolonisten das Land dieser Stämme ohne Gegenwehr aneignen konnten. In den nächsten 50 Jahren sollten viele der kleinen Nipmuck-Stämme von den Mohegan absorbiert werden und ihre Stammesidentität verlieren, dasselbe Schicksal, das die benachbarten östlichen Mattabesic-Stämme ebenfalls erwartete.
Einige Mattabesic im nördlichen Connecticut wollten sich aus der Vorherrschaft der Mohegan befreien und wandten sich deshalb hilfesuchend an die Pocumtuc. Diese begrüßten die Mattabesic, denn sie brauchten dringend junge Männer für ihren eigenen Krieg gegen die Mohawk.
Vor allen Dingen sorgten die Mohegan für Frieden in Connecticut und hielten die Stämme in Schach, die sich gegen die britische Expansion wehren wollten. Es ist heute nicht mehr nachvollziehbar, warum die Mohegan den Kolonisten dabei halfen, indianisches Land zu erwerben. Kleinere Stämme wurden von ihnen so lange unter Druck gesetzt, bis sie ihr Land abgaben. Das war die übliche Politik von Uncas und den britischen Kolonisten, die nach seinem Tod 1687 von seinen Söhnen fortgesetzt wurde, die ihm als Mohegan-Sachems folgten.

### Der King Philip’s War
Die Mohegan zählten zu den wenigen Stämmen Neuenglands, die im King Philip’s War (1675–1676) auf der Seite der Briten standen. Die große Zahl der Stämme, die vor dem Krieg als loyal galten und sich nun den Aufständischen angeschlossen hatten, verunsicherte die Kolonisten. Die Briten forderten Uncas deshalb auf, nach Boston zu kommen und alle Feuerwaffen auszuliefern. Der 76 Jahre alte Uncas erschien nicht selbst, sondern schickte drei seiner Söhne, die jedoch nur einen Teil der Waffen ablieferten. Zwei der Söhne wurden bis zum Ende des Krieges als Geiseln genommen. Den dritten Sohn namens Oneko ließen die Briten frei, damit er die Mohegan-Krieger gegen die Aufständischen führen konnte. Besonders verärgert waren die Briten über die vielen Überläufer aus den Reihen der christlichen Indianer (englisch: Praying Indians). Als die puritanischen Missionare die Anzahl der konvertierten Indianer überprüften, fanden sie nur noch rund 500 von ihnen in den 14 Gebetsstädten. Die anderen waren in den Wäldern verschwunden oder hatten sich Philip angeschlossen. Deshalb wurden die verbliebenen betenden Indianer sicherheitshalber auf eine Insel im Bostoner Hafen oder zu anderen sicheren Orten gebracht. Zunächst wurden die Mohegan als Scouts in der Armee von Robert Treat eingesetzt und retteten im September 1675 eine britische Truppe bei Hadley vor der völligen Vernichtung.
Im Dezember 1675 erschien eine 1.000 Mann starke Kolonialarmee, zusammen mit 150 Mohegan-Scouts, um die Narraganset anzugreifen. Nachdem der Narraganset-Sachem Canonchet die Forderung zurückwiesen hatte, die sich in seinem Dorf befindlichen Wampanoag auszuliefern, griffen die Belagerer an. Den Engländern unter Captain Church gelang es, in das Dorf einzudringen und die Hütten in Brand zu stecken. Viele Indianer flüchteten in den Sumpf und mussten in ohnmächtiger Wut zusehen, wie Frauen, Kinder und Alte bei lebendigem Leib verbrannten. In diesem Gefecht, das als Großes Sumpf-Massaker (englisch: Great Swamp Massacre) bekannt wurde, verloren die Narraganset mehr als 600 Stammesmitglieder und 20 Sachems.
Nach gelungener Flucht führte Canochet eine Gruppe von Narraganset-Kriegern nach Westen, um sich mit King Philip im westlichen Massachusetts zu vereinigen. Im Februar 1676 war Canonchet für mehrere Überfälle auf englische Siedlungen am Connecticut River verantwortlich. Er konnte im März den britischen Captain Wadsworth in einen Hinterhalt locken und dessen Einheit nahezu vernichten. Bald jedoch wurde der Hunger ein größerer Feind als die Briten. Im April kehrte Canonchet nach Rhode Island zurück, um Philip Saatgut aus einem geheimen Versteck zu bringen. Auf dem Rückmarsch wurde Canonchet von Mohegan gefangen, den Kolonisten ausgeliefert und später von einem Exekutionskommando erschossen. Uncas starb 1682 im für die damalige Zeit recht hohen Alter von 82 Jahren.
Die Amerikaner ehrten seine Verdienste 1847 mit einem Denkmal in Norwich im Bundesstaat Connecticut und einer Bronzestatue am Hause Coopers in Cooperstown.

### Das 18. und 19. Jahrhundert
Die Anwesenheit der Mohegan schützte die Kolonie Connecticut weitgehend vor indianischen Angriffen im King Philip’s War. Nach Ende des Krieges waren die Mohegan mit rund 1.000 Angehörigen der größte Stamm im südlichen Neuengland. Die Wampanoag waren fast ausgerottet und nur etwa 400 Angehörige überlebten den Krieg. Die Narraganset und Nipmuck hatten ähnliche Verluste zu beklagen. Obwohl kleine Gruppen bis ins 19. Jahrhundert am Connecticut River lebten, verschwanden die Pocumtuc als organisierte Gruppe. Auch den Engländern brachte der Krieg hohe Verluste: 600 Kolonisten fanden den Tod, insgesamt 90 Siedlungen wurden angegriffen und davon 13 völlig zerstört. Von der indianischen Gesamtbevölkerung im südlichen Neuengland von etwa 15.000 Angehörigen vor dem Krieg gab es um 1680 nur noch rund 4.000 Überlebende und die harten englischen Friedensbedingungen entsprachen einer völligen Unterwerfung.
Die Zahl der verbliebenen Mohegan reichte aus, um Connecticut in den nächsten 50 Jahren vor Angriffen der Abenaki aus dem Norden weitgehend zu schützen, die das übrige Neuengland heimsuchten. Connecticut besaß damit einen indianischen Sicherheitsdienst, solange es Mohegan-Krieger in ausreichender Zahl gab. Auch im King William’s War (1688–1696) und im Queen Anne’s War (1701–1713) dienten Mohegan den Briten als Scouts.
Trotz ihrer Loyalität konnten die Mohegan dauerhaft nicht mit der Dankbarkeit der Briten rechnen. Schulden bei englischen Händlern führten zu Landverkäufen, bis um 1721 nur noch etwa 4.000 Acres (16,2 km²) am Thames River übrig blieben. 1735 reiste der Sachem Mahomet Weyonomon, ein Urenkel Uncas', nach London, um bei König Georg II. eine gerechtere Behandlung seines Volkes zu beantragen, da ihre Länder von englischen Siedlern überrannt würden. Zusammengedrängt auf immer kleinerem Raum begannen viele der letzten Mohegan, Connecticut zu verlassen. Als Ben Uncas, der letzte Mohegan-Sachem, 1769 starb, lebten nur noch wenige auf dem verbliebenen Mohegan-Land. Ben Uncas hatte zu Lebzeiten den Schutz des Landes auf den Kolonisten John Mason übertragen. John Mason tat sein Möglichstes, um das Land für die Mohegan zu retten, was ihn bei den anderen Kolonisten unbeliebt machte. Schließlich unterlag Mason 1774 gerichtlich und musste sich dem enormen Druck beugen. Er übergab das verbliebene Mohegan-Land der Regierung Connecticuts zu treuen Händen.

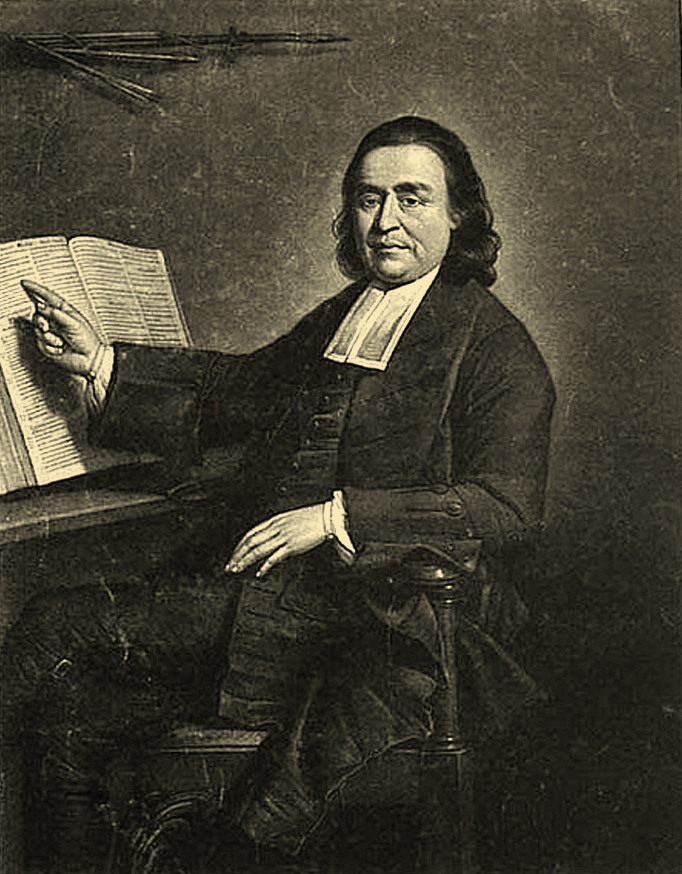
Samson Occom, Mohegan Missionar, gemalt von Mason Chamberlin (1766)

Die Briten machten zunächst keine ernsthaften Versuche, die Mohegan zum Christentum zu bekehren. Der erste wirklich erfolgreiche Missionar bei den Mohegan war jemand aus ihrem eigenen Volk namens Samson Occom. Im Jahre 1773 predigte Occom zu seinen Stammesmitgliedern und organisierte sie in sogenannten Brother Towns, die später Brothertown genannt wurde. Schließlich konvertierte er über 300 seiner Leute, mehr als die Hälfte seines Stammes. Viele von ihnen übernahmen britische Sitten und Kleidung und gaben ihren traditionellen Lebensstil auf. Occom bekehrte auch andere Stämme mit ähnlichem Erfolg und, obwohl Brothertown bald aus einer Mischung aus Mohegan, Metoac und Mattabesic bestand, waren die Mohegan bei weitem die größte Gruppe. Durch den Übertritt zum Christentum wurden die Indianer jedoch kaum beliebter in Connecticut und Occum drängte seine Leute, die Einladung der Oneida anzunehmen, bei ihnen im nördlichen Bundesstaat New York zu leben. Die erste Gruppe verließ 1775 Connecticut und der Rest folgte um 1788. Occum starb im Jahr 1792. 1802 vereinigten sich die Connecticut-Brothertown mit einer zweiten Brothertown-Gruppe, die aus Unami-Delaware von New Jersey bestand. 1822 verkauften die Brothertown ihr Land in New York und waren um 1834 zusammen mit den Oneida und Stockbridge-Indianern im nördlichen Wisconsin anzutreffen. Einige Brotherton vermischten sich mit den Stockbridge und ihre Nachkommen gehören heute zu den Stockbridge-Indianern, die westlich von Green Bay in Wisconsin leben. Die restlichen Brotherton in Wisconsin sind heute am Ostufer des Lake Winnebago zu finden.
In Connecticut unterbrach der Amerikanische Unabhängigkeitskrieg die fortdauernde Enteignung des Mohegan-Landes. Aber auch danach führte der Staat Connecticut das weiter, was die Kolonie begonnen hatte. 1790 lebten nur noch etwa 200 Mohegan im östlichen Connecticut, als die letzten 2.300 Acres (9,3 km²) in individuelle Parzellen aufgeteilt wurden. Der Rest wurde an Weiße verpachtet und 1861 verkaufte Connecticut dieses Land ohne Zustimmung der Mohegan.

### Heutige Situation
Im Laufe der Zeit hatten sich die Mohegan in Connecticut so gut integriert, dass von den Nachkommen der 400 Mohegan aus dem Zensus von 1850 nur noch 22 Personen im Jahr 1910 gefunden werden konnten. Natürlich lebten mehr Mohegan in Connecticut, denn die meisten waren dort geblieben und standen untereinander in Verbindung. In den 1970er Jahren wurde der Stamm neu organisiert und bekam 1994 die staatliche Anerkennung (englisch: Federal recognition) unter der Führung von Ralph W. Sturges. Die Mohegan erhielten unter dem Namen The Mohegan Tribe ein Reservat bei Uncasville, in dem sie heute ein Kasino und ein Hotel, das Mohegan Sun, betreiben.

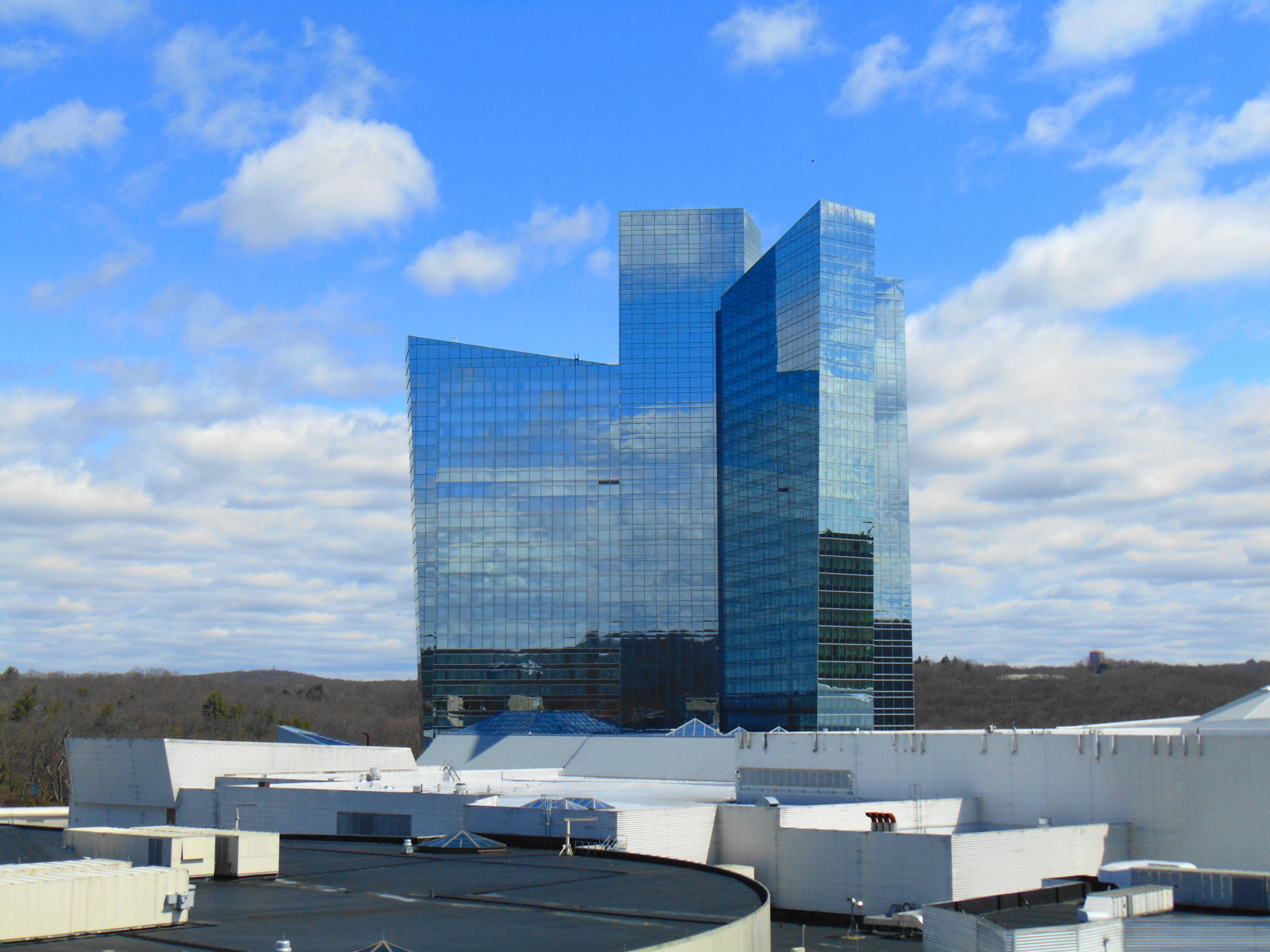
Das Mohegan Sun, das Hotel-Kasino, das von den Mohegan betrieben wird

Mit dem Tod Fidelia Fieldings im frühen 20. Jahrhundert starb die letzte Sprecherin der Mohegan-Sprache. Das Mohegan Language Restoration Project hat zum Ziel, möglichst Wörter der Mohegan-Sprache auf Datenträgern zu sammeln und interessierte Stammesmitglieder darin zu unterrichten. Zu diesem Zweck werden alte Leute befragt, um deren Wissen an die jüngere Generation zu überliefern. Im Zensus des Jahres 2000 wurden 1.180 Mohegan gezählt.